# Ramphotyphlops depressus
Ramphotyphlops depressus är en ormart som beskrevs av Peters 1880. Ramphotyphlops depressus ingår i släktet Ramphotyphlops och familjen maskormar.  Inga underarter finns listade i Catalogue of Life.
Denna orm förekommer på Salomonöarna, på Bismarckarkipelagen och på ön Manus. Arten lever i låglandet och i bergstrakter upp till 1500 meter över havet. Den vistas i skogar och besöker sällan odlingsmark. Honor lägger ägg.
Antagligen hotas beståndet regionalt av skogsröjningar. Hela populationens anses vara stabil. IUCN kategoriserar arten globalt som livskraftig.